# Agres
Agres ist eine Gemeinde im Südosten von Spanien in der Provinz Alicante in der Valencianischen Gemeinschaft. 2024 hatte die Gemeinde 610 Einwohner.

## Geografie
Agres liegt etwa 38 Kilometer nördlich von Alicante in einer Höhe von ca. 720 m. 

## Demografie
| 1900 | 1930 | 1950 | 1970 | 1981 | 1991 | 2001 | 2011 | 2021 |
| ---- | ---- | ---- | ---- | ---- | ---- | ---- | ---- | ---- |
| 1126 | 1216 | 1178 | 889  | 727  | 676  | 635  | 576  | 582  |

## Sehenswürdigkeiten
- Höhlen

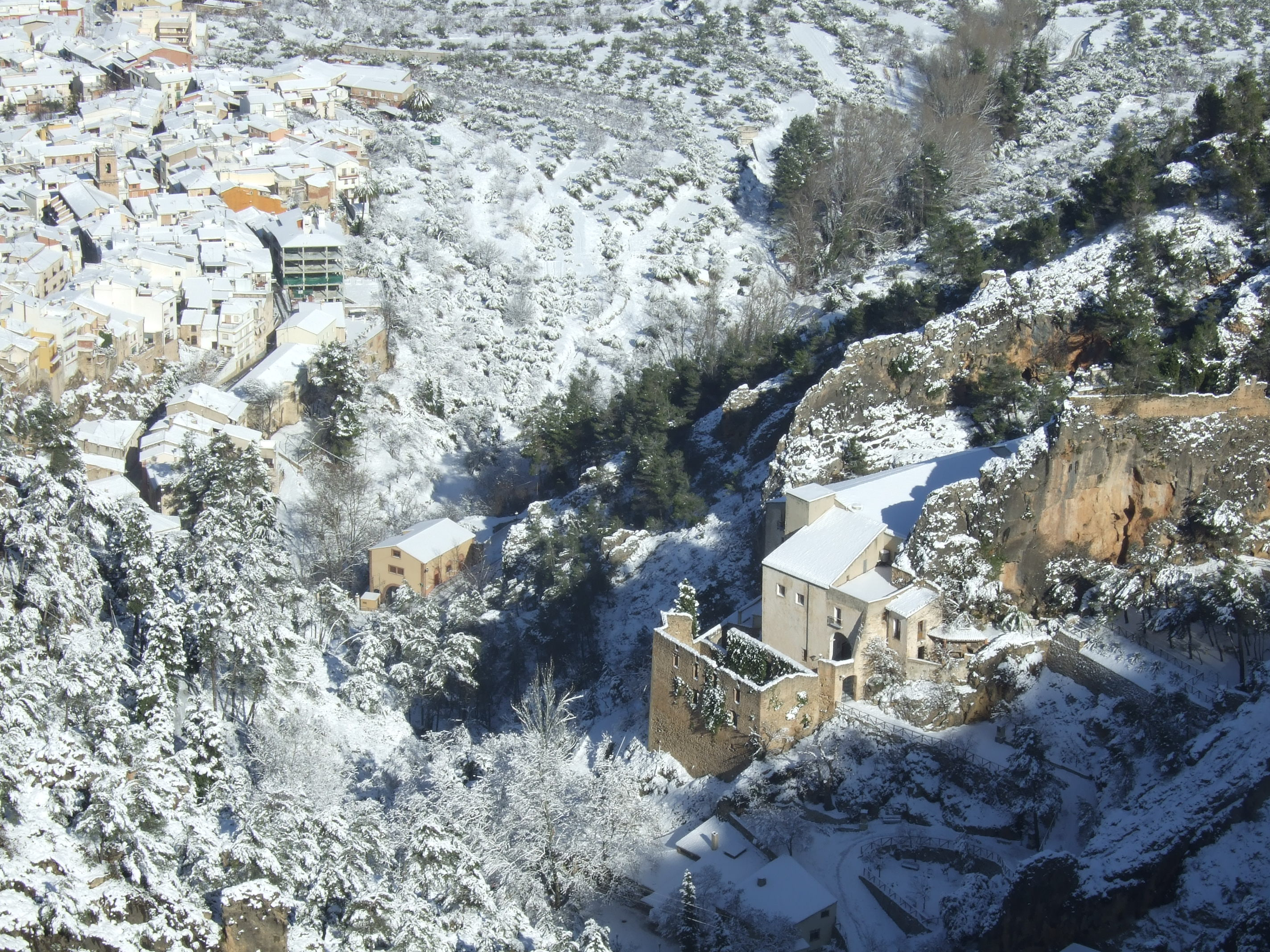
Reste der Burganlage
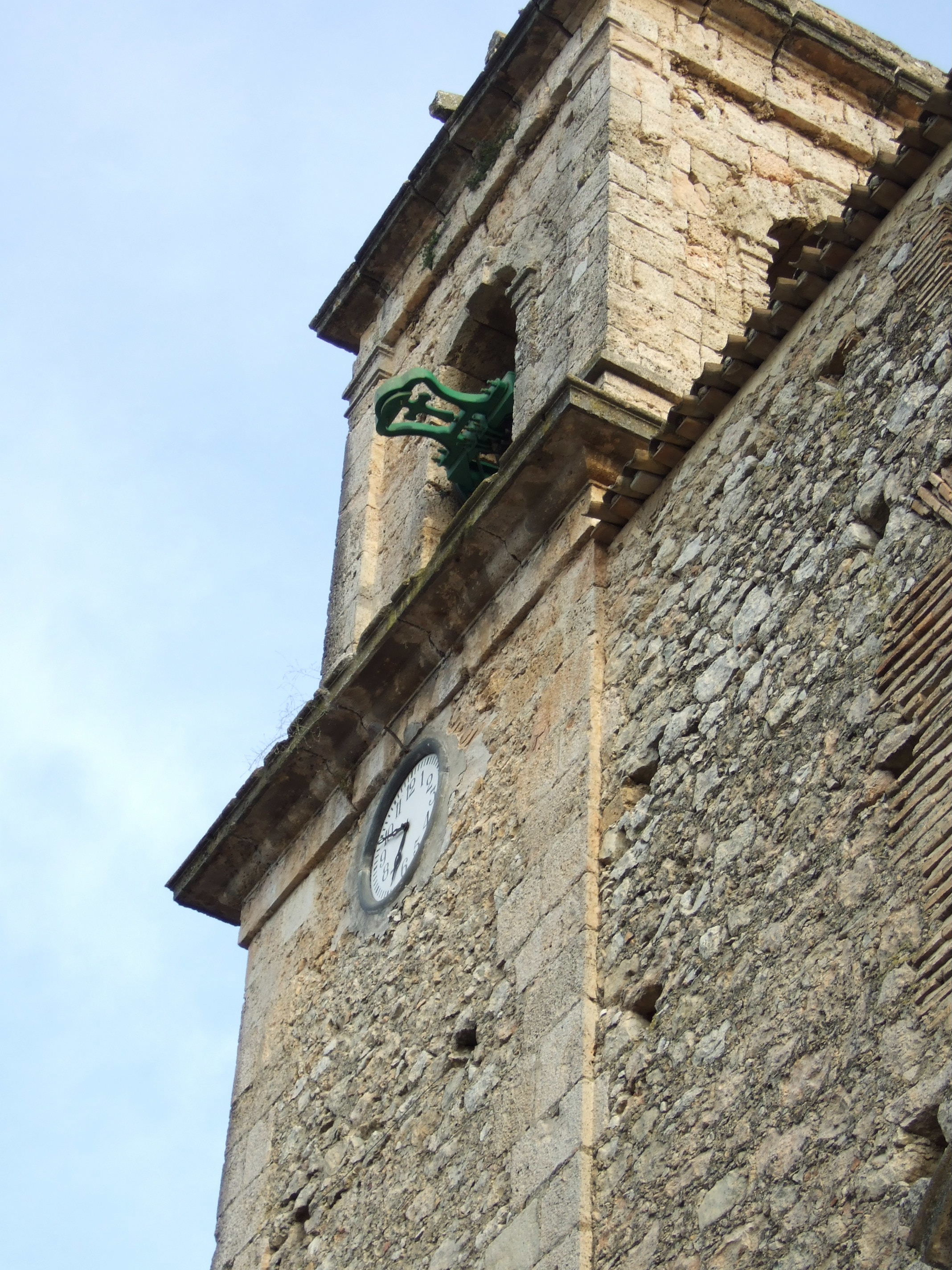
Kampanile der Michaeliskirche

- Michaeliskirche
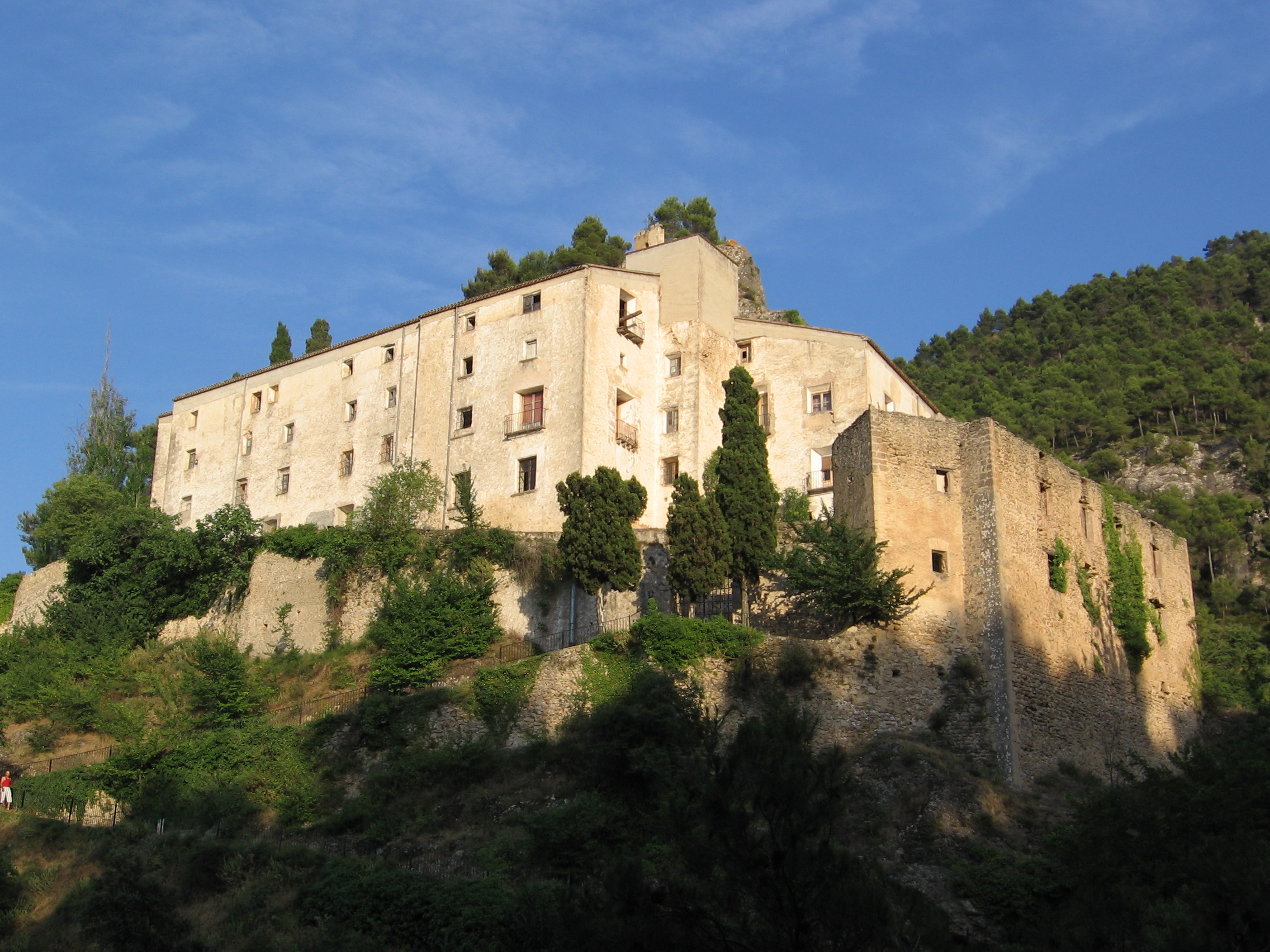
Marienheiligtum und Konvent

- Reste der Burganlage
- Kampanile der Michaeliskirche
- Marienheiligtum und Konvent